# Hypasura honei
Hypasura honei är en fjärilsart som beskrevs av Daniel 1952. Hypasura honei ingår i släktet Hypasura och familjen björnspinnare. Inga underarter finns listade i Catalogue of Life.